# Oedanomerus uhligi
Oedanomerus uhligi är en skalbaggsart som beskrevs av Marc Lacroix 2005. Oedanomerus uhligi ingår i släktet Oedanomerus och familjen Melolonthidae. Inga underarter finns listade i Catalogue of Life.